# ゴールデン・クラウン (イラン帝国空軍)
ゴールデン・クラウン（ペルシア語: تاج طلایی、英語: Golden Crown）は、かつてイラン帝国空軍に存在した公式デモンストレーションチームである。本記事ではゴールデン・クラウンの元となった無名チーム時代も併せて記述する。

## 概要
1950年代中期、イラン帝国空軍（ペルシア語: نیروی هوایی شاهنشاهی ایران 英語: Imperial Iranian Air Force。以下、「IIAF」とする）はドイツ連邦共和国の在欧アメリカ空軍フュルステンフェルトブルック基地に操縦士を派遣し、まもなく導入することになるF-84G戦闘機で訓練を行わせていた。派遣された操縦士の1人であるNader Jahanbani大尉は、在欧アメリカ空軍ディスプレイチーム スカイブレイザーズの活動を目の当たりにし、IIAF内にディスプレイチームを編成することを志した。派遣された操縦士が本国に帰国後、すぐにIIAF内でディスプレイチームの編成が進められ、1958年6月には4機のF-84G戦闘機によるチームが編成された。チームの機数は後に9機まで増やされたが、1960年には発生した事故の影響により6機に減少した。
1961年初頭、チームの機材は6機のF-86F戦闘機に更新された。1962年10月17日に挙行されたIIAF DAYで、皇帝モハンマド・レザー・パフラヴィーは、これまで無名だったチームにゴールデン・クラウンと命名した。1963年末、チームの訓練中に事故が発生して2機を喪失し、操縦士2名が死亡した。1964年にチームの機材は5機に増加したが、1966年にバードストライクのため1機を喪失した。操縦士は脱出して無事だった。
1968年、チームの機材は5機のF-5A戦闘機に更新されたが、6機のF-86Fも使用し続けていた。同年、展示飛行中に事故が発生して1機を喪失し、操縦士1名が死亡した。1970年、チームの機材は5機のF-86F戦闘機に戻った。1971年、チームの機材は6機のF-5A戦闘機に更新されたが、同年中に発生した事故のため1機を喪失した。チームは1971年シーズンの残りの活動を5機のまま行った。チームの機数は、その後6機に復帰した。1973年、首都テヘランで開催された航空ショーで、チームはアメリカ海軍のブルー・エンジェルスと共演した。1974年、事故が発生して操縦士1名が死亡した。
1976年、チームの機材は7機のF-5E戦闘機に更新された。その後チームの機数は8機まで増加し2年間活動したが、1979年にイラン革命が終結し、1980年のイラン・イスラム共和国空軍の発足と同時にチームは廃止された。

## 画像集

1960年に撮影された無名チーム時代のF-84G。
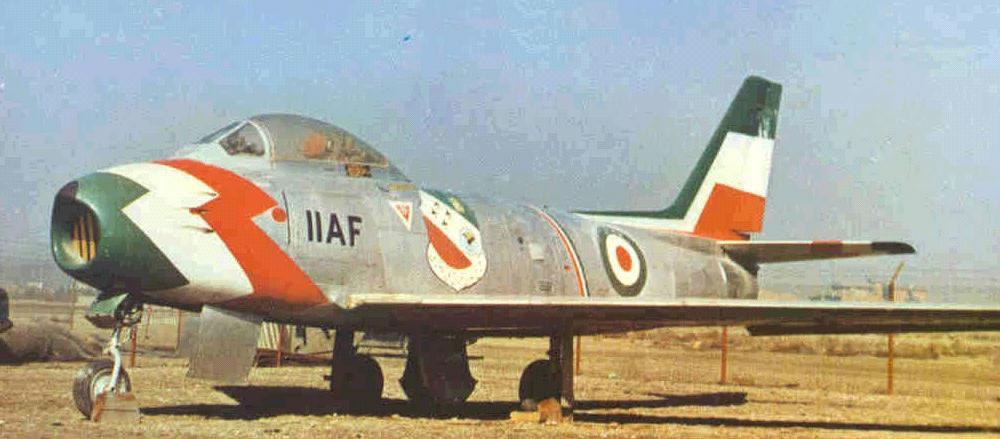
ゴールデン・クラウンのF-86F。
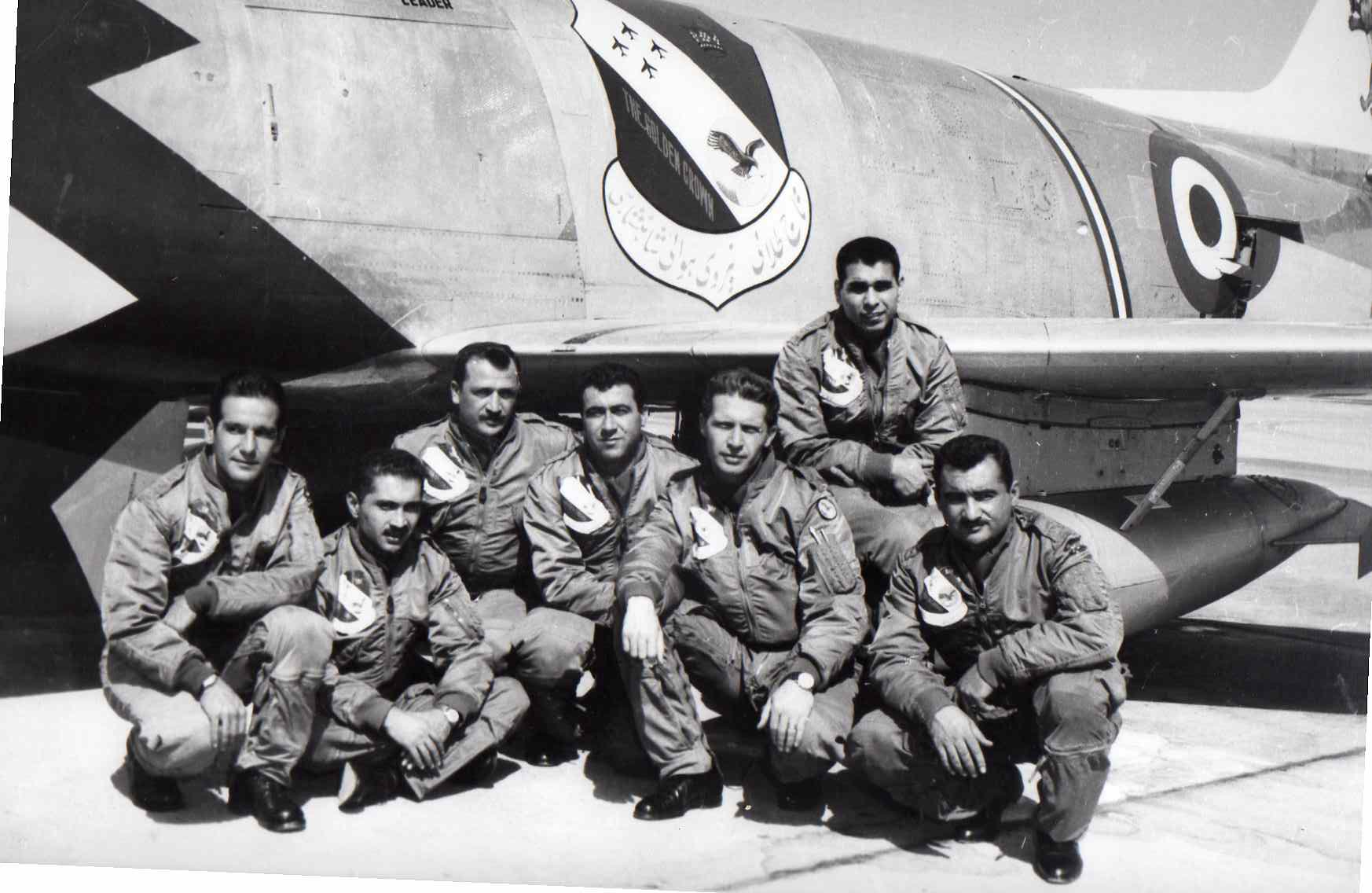
F-86F時代のゴールデン・クラウンの操縦士。右から3人目がチームリーダーのNader Jahanbani。
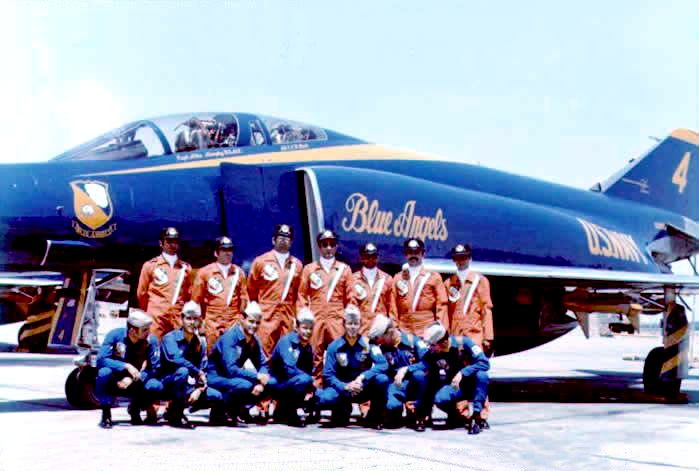
1973年6月15日、テヘラン航空ショーの開催時に撮影されたゴールデン・クラウンとブルー・エンジェルスの操縦士。